# CPython
CPython — наиболее распространённая, де-факто эталонная реализация языка программирования Python. CPython является компилятором и интерпретатором байт-кода, написан на C.
Разработка ведётся группой разработчиков под руководством руководящего совета Python. CPython является программным обеспечением с открытым исходным кодом.
Кроме CPython, существуют другие реализации Python: Jython, IronPython, PyPy и Stackless Python.

## Поддерживаемые платформы
| Unix-подобные - AIX - BSD - Darwin - FreeBSD - HP-UX - IRIX 5 and later - Plan 9 - macOS - NetBSD - Linux - OpenBSD - Solaris - Tru64 - Другие Unix | Десктопные ОС - AROS - AtheOS - BeOS - Windows - Windows NT - OS/2 - RISC OS | Специализированные и встроенные - GP2X - iPodLinux - Nintendo DS - Nintendo Gamecube - Symbian OS Series60 - Nokia 770 - Nokia N800 - Nokia N810 - Palm OS - PlayStation 2 - PlayStation 3 (Linux) - Psion - QNX - Sharp Zaurus - Xbox/XBMC - VxWorks - Openmoko | Мейнфреймы и др. - OS/390 - VMS - z/OS |

## Более не поддерживаемые платформы
В PEP 11 перечислены платформы, которые более не поддерживаются Python Software Foundation. Тем не менее эти платформы могут иметь поддержку от других дистрибьюторов. Список неподдерживаемых платформ:
- DOS (не поддерживается начиная с 2.0)
- IRIX 4 (не поддерживается начиная с 2.3)
- Mac OS 9 (не поддерживается начиная с 2.4)
- MINIX (не поддерживается начиная с 2.3)

### Enterprise Linux
Приведённые ниже версии Python поддерживаются актуальными версиями Linux. Статус в таблице относится к поддержке со стороны основной группы Python, а не со стороны разработчика дистрибутива.
| Версия дистрибутива                                                        | Окончание срока поддержки | Версия Python | Версия Python |
| -------------------------------------------------------------------------- | ------------------------- | ------------- | ------------- |
| Ubuntu 20.04 LTS (Focal Fossa)                                             | 2030-04                   | [ 8 ]         | 3.8           |
| Ubuntu 18.04 LTS (Bionic Beaver)                                           | 2028-04                   | 2.7           | 3.6           |
| Debian 10                                                                  | 2024-06                   | 2.7           | 3.7           |
| Red Hat Enterprise Linux 8                                                 | 2029                      | 2.7           | 3.6           |
| Red Hat Enterprise Linux 7                                                 | 2024-11-30                | 2.7           |               |
| CentOS 8                                                                   | 2029-05-31                | 2.7           | 3.6           |
| CentOS 7                                                                   | 2024-06-30                | 2.7           |               |
| SUSE Linux Enterprise Server 15                                            | 2031-07-31                | 2.7           | 3.6           |
| SUSE Linux Enterprise Server 12                                            | 2027-10-31                | 2.7           |               |
| Старая версия, не поддерживаетсяСтарая поддерживаемая версияТекущая версия |                           |               |               |

## Внешние порты
Существуют платформы, поддержка которых отсутствует в официальном дистрибутиве CPython, но имеется у внешних дистрибьюторов. Эти дистрибутивы часто включают дополнительные возможности для поддерживаемых платформ. Список этих платформ:
- Amiga: AmigaPython
- AS/400: iSeriesPython
- DOS с использованием DJGPP: PythonD
- PlayStation Portable: Stackless Python for PSP
- Symbian OS: PyS60 1.4.5 (CPython 2.2.2) / PyS60 2.0 (СPython 2.5.4)
- Windows CE/Pocket PC: Python Windows CE port